# Yaron Herman
Yaron Herman (* 12. července 1981) je izraelský jazzový klavírista. Narodil se v Tel Avivu a nejprve se věnoval basketbalu. Na klavír začal hrát v šestnácti letech za použití metodiky založené na filosofii, matematice a psychologii. Ve svých devatenácti letech odjel do Bostonu, kde začal studovat na Berklee College of Music, odkud nedlouho poté odešel, aby rozvíjel svou kariéru v Paříži. Své první album nazvané Takes 2 to Know 1 vydal v roce 2003.

## Diskografie
- Takes 2 to Know 1 (2003)
- Variations (2006)
- A Time for Everything (2007)
- Muse (2009)
- Follow the White Rabbit (2010)
- Alter Ego (2012)
- The New Tradition (2013)
- Y (2017)